# ジーン・ミルフォード
ジーン・ミルフォード（Gene Milford, 1902年1月19日 - 1991年12月23日）は、アメリカ合衆国の編集技師である。フランク・キャプラ監督の『失はれた地平線』（1937年）、エリア・カザン監督の『波止場』（1954年）、『群衆の中の一つの顔』（1957年）、テレンス・ヤング監督の『暗くなるまで待って』（1967年）など100作品以上にクレジットされている。
『失はれた地平線』と『波止場』でアカデミー編集賞を受賞した。また、アメリカ映画編集者協会会員を務め、1988年に生涯功労賞を受賞した。